# Lebrija
Pour la municipalité colombienne, voir Lebrija (Santander).
Lebrija est une commune située dans la province de Séville de la communauté autonome d'Andalousie en Espagne.

## Géographie

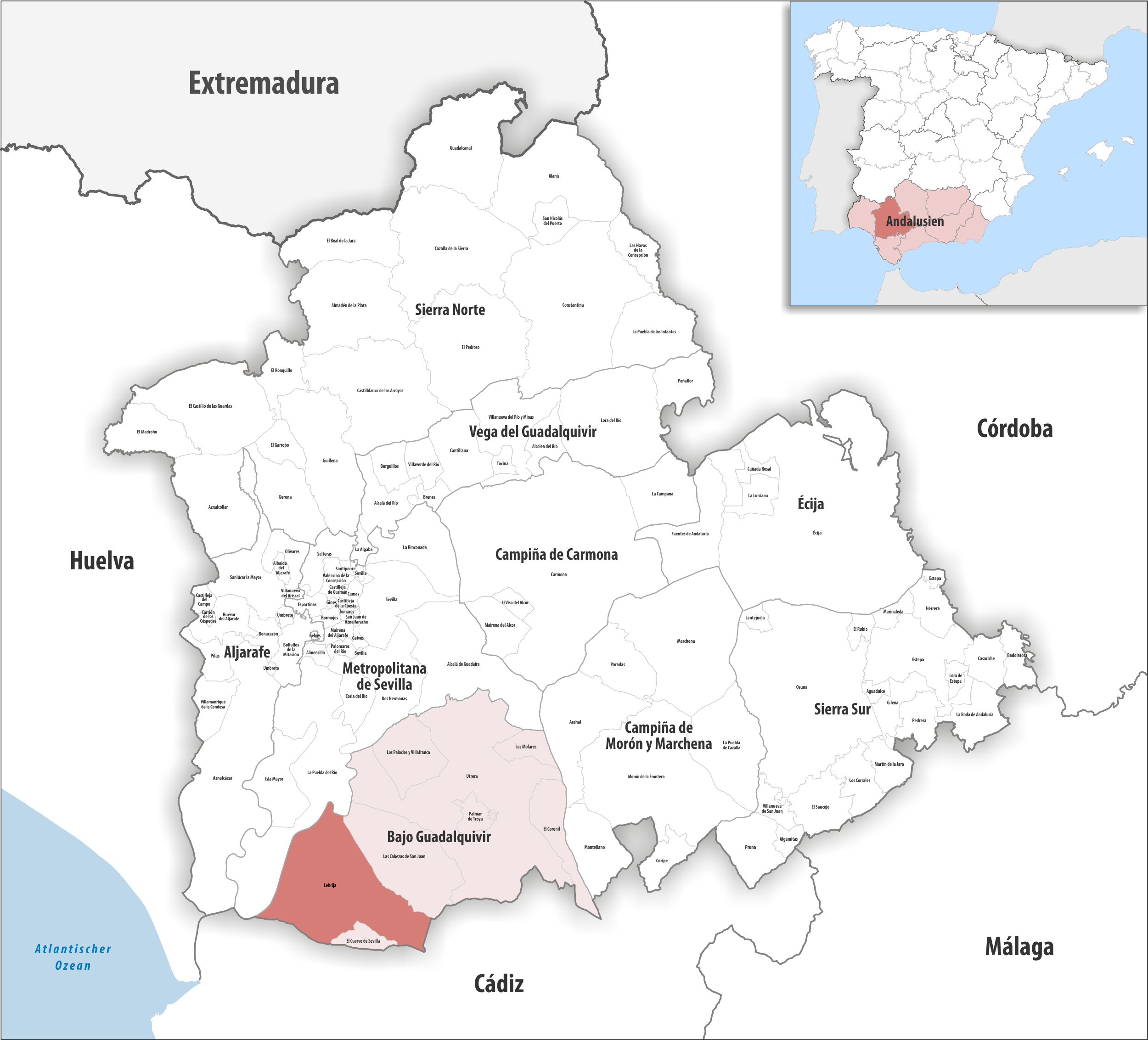
Lebrija dans la province de Séville / en Andalousie

### Localisation
La commune de Lebrija est dans le sud-ouest de la comarque du Bas Guadalquivir, dans le sud de la province de Séville (Andalousie). Elle jouxte la province de Cadix au sud.
Séville est à 66 km nord, 
Cadix à 64 km sud, 
Jerez de la Frontera à 33 km sud, 
Gibraltar à 145 km sud-est.
La commune est bordée au nord et nord-ouest sur plus de 20 km par le Guadalquivir, qui la sépare de La Puebla del Rio. Sur ce parcours, la commune est bordée sur environ 12 km par le parc naturel de Doñana (qui lui-même longe le parc national de Doñana en plusieurs endroits).

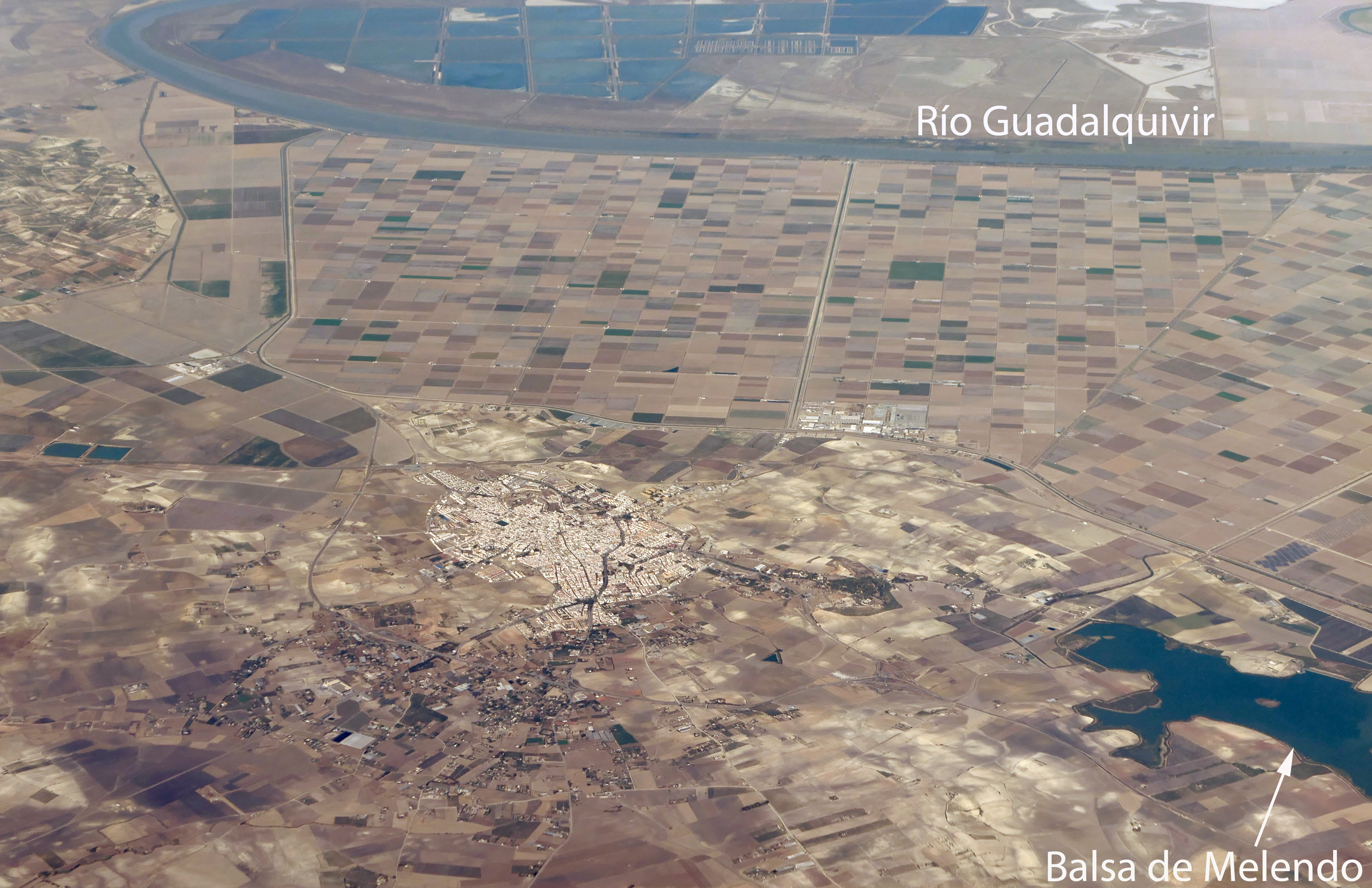
Lebrija

### Municipalités voisines
Parmi les communes voisines dans la province de Séville : 
La Puebla del Rio est dans la comarque de la zone métropolitaine de Séville ;
Las Cabezas de San Juan et El Cuervo de Sevilla sont dans la comarque du Bas Guadalquivir.
Parmi les communes voisines dans la province de Cadix :
Trebujena est dans la comarque de la Côte nord-ouest de Cadix ;
Jerez de la Frontera est dans la comarque de Campiña de Jerez ;
Arcos de la Frontera et Espera sont dans la comarque de la Sierra de Cadix.

## Histoire

### Préhistoire
Les témoins les plus anciens connus pour le peuplement de la région de Lebrija ont été trouvés dans la rue Alcazaba, à sept mètres de profondeur. Ils ont été interprétés comme les vestiges d'un site en plein air daté de la seconde moitié du VIe millénaire av. J.-C.,.

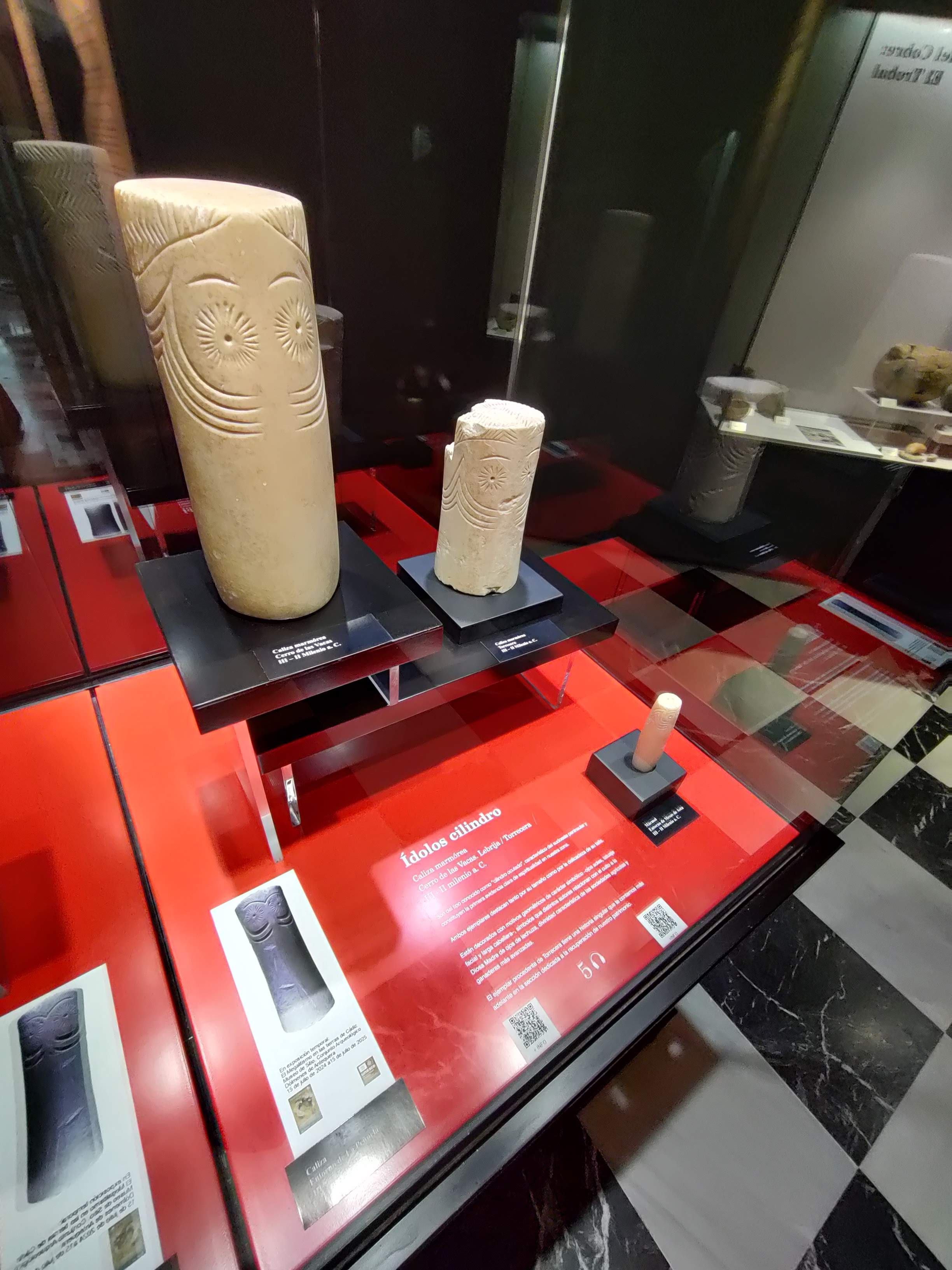
Idoles cylindriques, Cerro de las Vacas. Musée archéologique municipal de Jerez

Des groupes de chasseurs-cueilleurs-pêcheurs commencent à s'installer passagèrement dans les environs du Cerro del Castillo ; au Néolithique, ces installations provisoires se sédentarisent. Les pentes du Cerro del Castillo sont près de l'eau (proximité de l'estuaire marin), elles sont riches en flore et en faune, et leur légère élévation donne un avantage défensif et stratégique en permettant de voir plus loin. S'ensuivent l'agriculture, la domestication, la construction de remparts - et le développement de la poterie – la céramique cardiale, c'est-à-dire décorée avec des coquillages, y est très représentée. La pêche continue sur le même mode.
Cerro de las Vacas
Ce grand site d'habitat se trouve en rive gauche du Guadalquivir, en bordure des anciens marais (avant l'assèchement par drainage partiel de la zone), à 2,5 km au nord de Trebujena et 8 km sud-ouest de Lebrija. À cette époque antique, l'endroit a une excellent position stratégique : il bénéficie d'un promontoire presque entièrement entouré d'eau. C'est le plus ancien village connu dans la région, daté du 3e millénaire av. J.-C. – une époque où les anciennes peuplades des sierras descendent s'installer dans les plaines basses et, vraisemblablement, commencent à être influencées par les cultures extérieures – orientales, méditerranéennes ou africaines. Elles vivent d'agriculture, d'élevage et de pêche, collectent le sel marin. Ce site a fourni un abondant mobilier archéologique.
Le musée archéologique municipal de Jerez possède plusieurs figures d'« idoles cylindriques »,, dont au moins une provient de Cerro de las Vacas. Ces figures cylindriques sont typiques du sud-ouest de l'Espagne péninsulaire et plus précisément de la région du Bas Guadalquivir ; il semble qu'elles sont associées à des communautés agricoles installées sur des terres fertiles, car elles disparaissent presque complètement dans les zones de pré-sierra et de sierra.

### Protohistoire, Tartessos et les Phéniciens
Tartessos, les débuts
Puis vient l'âge des métaux, avec par ordre chronologique le cuivre, le bronze, et le fer. Le site d'El Trobal, 13 km au nord de Jerez de la Frontera, fournit des données pour l'âge du cuivre (Chalcolithique). La région découvre le bronze (alliage de cuivre et d'étain) vers le VIIIe siècle av. J.-C., qui est aussi la période de développement d'un noyau de population d'une certaine importance : Nabrissa, qui à terme fait partie d'un vaste territoire entre Huelva, Séville et Cadix, généralement connu sous le nom de Tartessos. L'économie d'agriculture et d'élevage de Tartessos est considérablement enrichie par l'exploitation des abondantes ressources minières de son territoire, spécifiquement argent, cuivre et plomb. Certaines de ces mines ont perduré jusqu'à notre époque, comme les mines de Rio tinto (appelées alors Cerro Salomón) ou l'actuelle Zalamea la Real (village métallurgique de Chinflón).
Les Phéniciens
Les Phéniciens, peuple de marchands et de navigateurs venant du Liban actuel, commencent à fréquenter la région. Ils commencent avec des marchés temporaires sur les plages, puis construisent des enclaves portuaires, fondent des colonies (Malaga entre autres, qu'ils appellent Malaka) servant de stockage et d'escales d'équipement pour leurs voyages, puis s'introduisent dans la population indigène et renforcent le processus d'acculturation (assimilation d'éléments culturels d'un groupe par un autre). Ils apportent l'alphabet, de nouvelles techniques métallurgiques et l'usage de la monnaie (qui complète le troc avant de le remplacer). Nabrissa est favorisée : elle fabrique sa propre monnaie.
Les Phéniciens sont également considérés comme les meilleurs candidats pour l'introduction de l'amandier et de l'olivier, ainsi que celle de la poule et de l'âne - et peut-être du verre blanc translucide dont ils sont les créateurs.
Les « chandeliers de Lebrija »
Découvertes en 1923, ces pièces d'environ 70 cm de hauteur datent de cette période, VIIe siècle av. J.-C.. Ce ne sont pas des chandeliers : ce nom leur a été attribué à cause de leur apparence. On ne sait pas ce qu'elles étaient ni leur signification. Une hypothèse à leur sujet est qu'elles ont pu être des symboles représentatifs d’une divinité et être liées à un temple.
Lorsque Tyr, la ville phénicienne la plus importante, est devenue instable, ces "chandeliers" ont été enterrés dans l'un des quatre monticules situés devant le Cerro del Castillo (de nos jours il n'y en a plus que trois : les rues Barreros et Pozo actuelles ont pris la place du quatrième monticule). un bulldozer les a mis au jour par hasard. Ces pièces se trouvent actuellement au musée archéologique national de Madrid ; le musée archéologique de Séville en a des répliques.

### Époque romaine et post-romaine
C'est une ville importante lors de l'époque romaine. Voir aussi le site de Asta Regia proche.
La ville est ensuite contrôlée par les Wisigoths, jusqu'à l'invasion des Arabes et la bataille du Guadalete en 711. 

### Époque arabe
Les Arabes contrôlent la ville jusqu'en 1249, lorsque Ferdinand III de Castille la reconquiert. Durant cette période, elle reçoit le nom de « Lebri - sah ».
Les Arabes tentent par deux fois de la reconquérir en 1263 et en 1340, sans succès.

## Administration
| Période                                  | Période | Identité             | Étiquette | Qualité |
| ---------------------------------------- | ------- | -------------------- | --------- | ------- |
| 2015                                     | 2019    | Pepe Barroso Sánchez | PSOE      | Maire   |
| Les données manquantes sont à compléter. |         |                      |           |         |

## Économie
Élevage du xérès
Les trois villes de Sanlúcar de Barrameda, El Puerto de Santa María et Jerez de la Frontera composent le très célébré « triangle du Xérès » qui définit le territoire et le terroir du fameux vin de Xérès (ou « Sherry »), très prisé des Britanniques. Au-delà de ce triangle d'or, six autres communes font partie du territoire de la Denominación de Origen (DO) : Lebrija, Trebujena, Chipiona, Rota, Chiclana et Puerto Real. Mais jusqu'en 2022 leurs vignobles ne pouvaient que fournir le raisin pour la fabrication de ce vin ; la maturation, ou vieillissement, devait de faire spécifiquement dans l'une des trois villes du triangle du xérès. Depuis 2022, les caves sur les territoires de ces six communes ont elles aussi le droit de fabriquer du xérès et de le maturer.

## Personnages célèbres
- Antonio de Nebrija, chroniqueur des Rois catholiques et auteur de la première grammaire espagnole, est né à Libreja.
- Juan Díaz de Solís, explorateur, est également natif de Libreja.